# Ms型潜水艦
Ms型潜水艦（えむえすがたせんすいかん）は第一次世界大戦中にドイツ海軍が運用した潜水艦（Uボート）のうち、U51型からU160型までの戦時設計型のものをまとめた呼称である。MsとはMobilisation（動員）の略であり、戦時急造型であることを示している。資料によっては前級のU43型もMs型に含めているものもある。

## 概要
ドイツ海軍は1912年夏頃より、長期間の作戦行動を行える（効率的に通商破壊を行える）潜水艦の必要性を感じ、U43型を建造した。海軍ではU43型の性能の高さに満足し、以降の潜水艦戦力の中核とする予定だった。しかし、構造が複雑で建造までに日数のかかるU43型は量産に不向きであった。第一次世界大戦の勃発によって早急に潜水艦を量産する必要が生じたため、海軍は、量産に不向きなU43型に加えて、より建造が容易な戦時急造型潜水艦（Ms型）を量産することとした。
海軍は手始めに既存のU27型とU31型の欠点を改正したものをそれぞれU51型とU57型として建造し、この2タイプがU43型とともに第一次大戦中のドイツ潜水艦の基本形となった。その後もMs型は運用側からの意見・実戦での戦訓や搭載機器の発達による改良を行いながら生産され続け、戦争中に68隻が完成した。これらの艦は実戦で大きな戦果をあげたが、その分損失も多く、終戦までに実に31隻が失われている。

## 評価
Ms型は戦時中に生産されたため、戦訓を取り入れるなどして設計がたびたび変更された。その上、艤装に際して造船所側にある程度の自由が認められていたため、同じ型の艦でも外見や内部が大きく異なっている。そのため、艦隊での運用時に整備などの点で多少の問題が発生したが、良好な運動性や優れた急速潜航能力を持っていたため、艦隊側からは高い評価を受けたという。就役後に大規模な改装を受けた艦が1隻も無いことも、Ms型の優秀さを物語っている。

## 各型
以下にMs型に分類される艦級を示す。
- U51型
- U57型
- U60型
- U63型
- U81型　クリッパー型艦首など、大きく設計変更した型。
- U87型　U43型の搭載魚雷数を増やした小改正型
- U93型　U81型の武装強化型
- U99型
- U105型
- U111型
- U115型　Ms型の最終形。建造途中で終戦を迎えたため、完成した艦はない。
- U160型　U87型の艦首をクリッパー型に改設計した型。建造途中で終戦を迎えたため、完成した艦はない。

## 諸元

### U51型
- 排水量:715t（水上）900t（水中）
- 全長:65.2m
- 全幅:6.4m
- 主機:MAN製6気筒ディーゼルエンジン（1200馬力）2基（水上）

　　　SSW製電動機（600馬力）2基（水中）
- 速力: 水上17.1kt、水中9.1kt
- 航続力: 9,400海里（水上）、55海里（水中）
- 武装:500mm魚雷発射管4門（艦首2、艦尾2　搭載魚雷8本）、10.5cm単装砲1門、8.8cm高角砲1門
- 乗員:35名

### U93型
- 排水量:840t（水上）1000t（水中）
- 全長:71.6m
- 全幅:6.3m
- 主機:MAN製6気筒ディーゼルエンジン（1200馬力）2基（水上）

　　　SSW製電動機（600馬力）2基（水中）
- 速力: 水上16.8kt、水中8.6kt
- 航続力: 9,020海里（水上）、52海里（水中）
- 武装:500mm魚雷発射管6門（艦首4、艦尾2　搭載魚雷12本）、10.5cm単装砲1門、8.8cm高角砲1門
- 乗員:36名

## Ms型潜水艦の一覧
合計46隻のMs型潜水艦が建造され帝国海軍に就役した。
| - SM U-81 - SM U-82 - SM U-83 - SM U-84 - SM U-85 - SM U-86 - SM U-87 - SM U-88 - SM U-89 - SM U-90 - SM U-91 - SM U-92 | - SM U-93 - SM U-94 - SM U-95 - SM U-96 - SM U-97 - SM U-98 - SM U-99 - SM U-100 - SM U-101 - SM U-102 - SM U-103 - SM U-104 | - SM U-105 - SM U-106 - SM U-107 - SM U-108 - SM U-109 - SM U-110 - SM U-111 - SM U-112 - SM U-113 - SM U-114 - SM U-135 - SM U-136 | - SM U-137 - SM U-138 - SM U-160 - SM U-161 - SM U-162 - SM U-163 - SM U-164 - SM U-165 - SM U-166 - SM U-167 |